# تفسیر بیضاوی
کتاب انوار التنزیل و اسرار التاویل معروف به تفسیر بیضاوی در قرن هفتم هجری و به زبان عربی است. تألیف ناصرالدین عبدالله بیضاوی، حکیم، متکلم، مفسر، محدث و مورخ ایرانی و قاضی و فقیه شافعی با گرایش اشعری مسلک می‌باشد. این تفسیر، تطبیق آیات قرآن با قواعد نحویه است، موارد مربوط به اعراب و معانی و بیان و حکمت و کلام را از «کشاف زمخشری و تفسیر کبیر فخر رازی» در این تفسیر آورده‌است. این تفسیر که به اتفاق آراء اهل نظر در میان تفاسیر کم‌حجم قرآن کریم از محققانه‌ترین تفسیرهاست و سالیان دراز یکی از کتاب‌های درسی مجامع دینی بوده‌است. گزیده‌گویی، اجتناب از بحثهای استطرادی و دقت فراوان در تبیین مباحث، از ویژگی‌های این تفسیر است. در طبقه‌بندی تفاسیر اهل سنت، تفسیر بیضاوی از جمله تفاسیر به رأی ممدوح به‌شمار می‌آید. این کتاب در حقیقت، در برابر کشاف زمخشری به نگارش درآمده، و گرایش به فکر اشعری از نکات بارز این تفسیر است. مطالب تفسیر بیشتر برگرفته از کشاف زمخشری و تفسیر کبیر فخرالدین رازی است.

## دیدگاه مؤلف دربارهٔ تفسیر
مؤلف در مقدمه کتاب علم تفسیر را گرانمایه‌ترین و شریف‌ترین علوم می‌داند و معتقد است برای تفسیر نیاز است مفسر در اصول و فروع معارف دینی، و علوم مربوط به زبان عربی و فنون و صناعات ادبی توانا باشد.

## شیوه نگارش
بیضاوی در تفسیرش در آغاز هر سوره ابتدا نام سوره و سپس مکی یا مدنی بودن آن و شمار آیات هر سوره را ذکر می‌کند. همچنین اختلاف در شماره آیات یک سوره می‌پردازد. وی تنها در پنج مورد شامل فاتحه الکتاب، توبه، یس، محمد و ملک نام‌های دیگر سوره‌ها را بیان می‌کند.